# 托马斯·切孔
托马斯·切孔（義大利語：Thomas Ceccon，2001年1月27日—），意大利男子游泳運動員。他曾代表意大利參加2020年夏季奧林匹克運動會游泳比賽及2024年夏季奧林匹克運動會游泳比賽，於2020年東京奧運獲得1枚銀牌和1枚銅牌及2024年巴黎奧運獲得1枚金牌和1枚銅牌。在2022年世界游泳錦標賽上，他以51.60秒的世界紀錄獲得100米仰泳金牌。

## 經歷
八歲時，切孔開始跟隨他的哥哥學習游泳。他的競技訓練在位於維琴察的俱樂部Leosport中逐漸成熟。2017年，他搬到維羅納，開始與國家隊的其他游泳運動員共同訓練。2020年，他通過了期末考試，畢業於Liceo Sportivo。

## 外部連結
- 托马斯·切孔在FINA（英语）
- 托马斯·切孔在SwimRankings.net（英语）
- 托马斯·切孔在Olympics.com（英语）
- 托马斯·切孔在Olympedia（英语）
- 托马斯·切孔在Italian National Olympic Committee（意大利语）
- 托马斯·切孔的Instagram帳戶

| 紀錄             | 紀錄                                                  | 紀錄        |
| ---------------- | ----------------------------------------------------- | ----------- |
| 前任： 萊恩·墨菲 | 男子100公尺仰式世界紀錄保持人(長池) 2022年6月20日至今 | 繼任： 現任 |